# 小佐手信家
小佐手 信家（おさて のぶいえ）は、江戸時代前期の武士。江戸幕府旗本。

## 経歴・人物
徳川秀忠に仕え、納戸役を務める。寛永5年（1628年）家督を継ぐ。